# Serge Golon
Serge Golon, pseudonimo di Vsevolod Sergeïvich Goloubinoff (Bukhara, 23 agosto 1903 – Québec, 12 luglio 1972), è stato uno scrittore francese, celebre per aver scritto assieme alla moglie Anne Golon la serie di romanzi del ciclo di Angelica.

## Biografia
Figlio di un console, sfuggì alla rivoluzione del 1917 trovando rifugio in Francia.
Durante uno dei suoi continui viaggi conobbe Anne Golon, una giornalista e scrittrice francese. Entrambi si applicarono alla stesura della serie di romanzi di Angelica.

## Opere

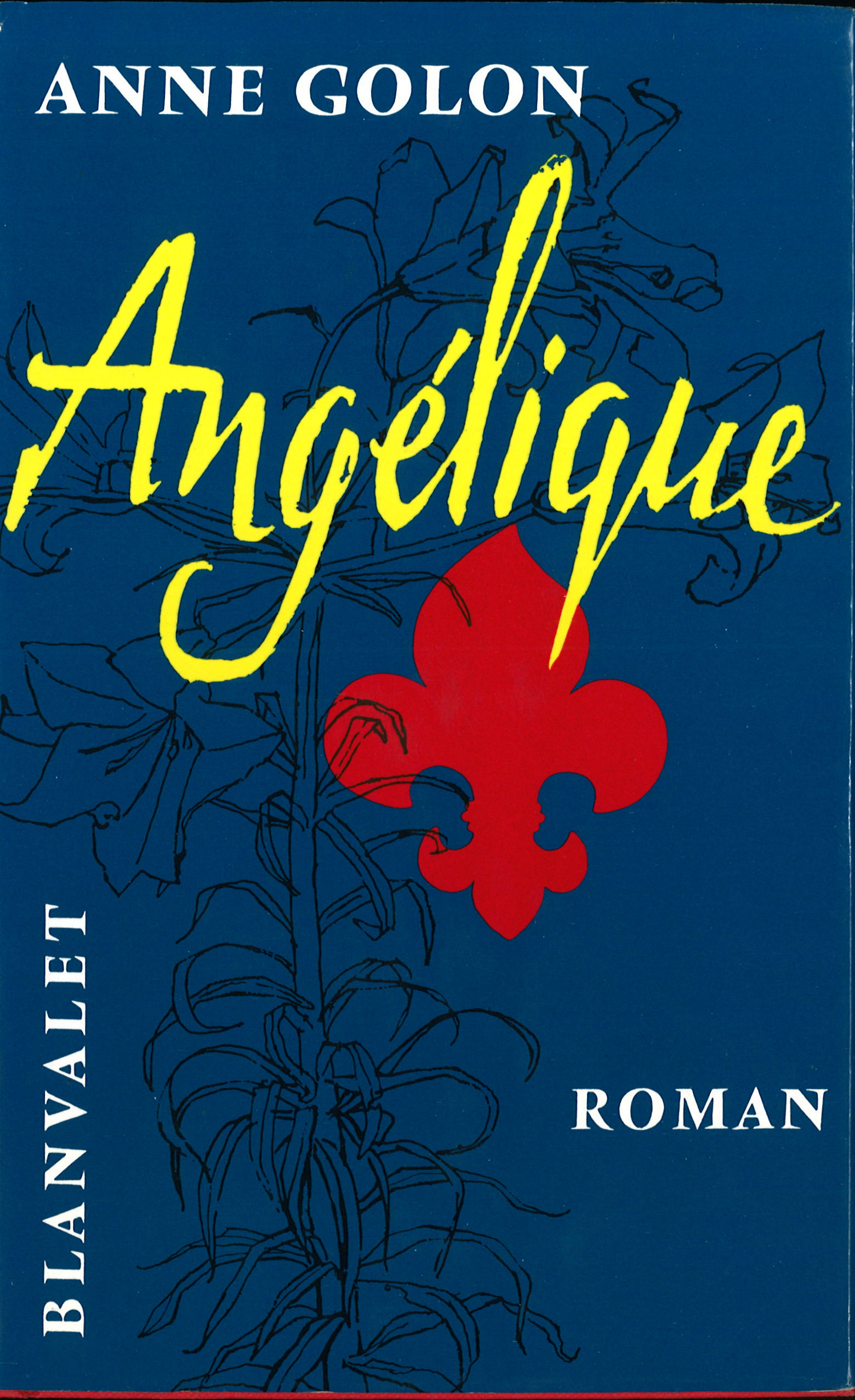
Angelica la Marchesa degli Angeli, edizione tedesca 1956

### La saga diAngelica, con Anne Golon
| N. | Titolo italiano (edizione Vallardi) | Titolo originale                    | Anno (edizione originale) |
| -- | ----------------------------------- | ----------------------------------- | ------------------------- |
| 1  | Angelica la Marchesa degli Angeli   | Angélique Marquise des Anges        | 1957                      |
| 2  | Angelica sulla via di Versailles    | Angélique - Le chemin de Versailles | 1958                      |
| 3  | Angelica e l'amore del re           | Angélique et le Roy                 | 1959                      |
| 4  | Angelica l'indomabile               | Indomptable Angélique               | 1960                      |
| 5  | Angelica si ribella                 | Angélique se révolte                | 1961                      |
| 6  | Angelica e il Nuovo Mondo           | Angélique et son amour              | 1961                      |
| 7  | Angelica alla frontiera             | Angélique et le Nouveau Monde       | 1964                      |
| 8  | La tentazione di Angelica           | La tentation d'Angélique            | 1966                      |
| 9  | Angelica e la diavolessa            | Angélique et la Démone              | 1972                      |
| 10 | Angelica e il complotto delle ombre | Angélique et le complot des ombres  | 1976                      |
| 11 | Angelica a Quebec                   | Angélique à Québec                  | 1980                      |
| 12 | La sfida di Angelica                | Angélique à Québec                  | 1980                      |
| 13 | Angelica, la strada della speranza  | Angélique, la route de l'espoir     | 1984                      |
| 14 | Angelica, la fortezza del cuore     | La victoire d'Angélique             | 1985                      |
| 15 | La vittoria d'Angelica              | La victoire d'Angélique             | 1985                      |

### Scritti con Anne Golon
- Les Géants du Lac
- Le Cœur des Bêtes Sauvages
- Cartouche
- La Duchesse de Chevreuse
- Savorgnan de Brazza
- Raspoutine